# 피로골절
피로골절(疲勞骨折)이란 뼈에 대한 질환이나 외상이 없는 상태에서 시간이 지나면서 계속되는 압박으로 뼈에 스트레스가 생겨서 골조직이 찢여지면서 발생하는 골절이다. 골절과 피로골절이 다른 점은 피로골절은 아직 뼈가 완전히 부러지지 않은 상태이며 뼈에 가느다란 실금이 있는 것을 의미한다.

## 징후와 증상
피로골절은 일반적으로 격렬한 운동 후에 발생한다. 피로골절의 통증은 주로 휴식을 할 때 가라앉지만 더 심각한 골절이 일어난다면 통증이 지속되기도 한다.

## 진단
피로골절은 X레이에 의해 쉽게 발견되지 않는다. 따라서 조기에 진단을 하기 위해서는 MRI, CT가 더 효과적일 수 있다.

## 예방
운동을 할 때 운동의 생체 역학을 바꾸거나 운동의 스케줄을 줄이는 것으로 피로골절을 예방할 수 있다. 운동을 시작하는 단계라면 무리하게 운동을 많이 하는 것을 피하고 천천히 운동량을 늘려주어야한다. 또한 근력 운동을 꾸준히 하며, 통증이 발생한 경우에는 충분한 휴식을 취해주어야 한다.

## 치료
초기 피로골절이라면 휴식을 취할 경우 치료를 할 수 있다. 경우에 따라서는 부목이나 석고를 이용해 해당 부위의 활동을 제한하는 방법을 통해 치료가 이루어지기도 한다. 하지만 해당 치료 시기를 놓친 경우에는 치료를 위해 수술을 할 수도 있다.